# روسلان کوکائف
روسلان کوکائف (ارمنی: Ռուսլան Կոկաև; روسی: Кокайты Таймуразы фырт Руслан زادهٔ ۱۲ سپتامبر ۱۹۸۰) یک کشتی‌گیر در رشته کشتی آزاد اهل روسیه-ارمنستان است که در مسابقات قهرمانی کشتی اروپا در مجموع برندهٔ ۱ مدال طلا، ۱ مدال نقره شده‌است.